# Mohamed Bayo
Mohamed Bayo (Clermont-Ferrand, 1998. június 4. –) francia születésű guineai válogatott labdarúgó, a Lille csatárja.

## Pályafutása

### Klubcsapatokban
Bayo a franciaországi Clermont-Ferrand városában született. Az ifjúsági pályafutását a helyi Clermont Foot akadémiájánál kezdte.
2016-ban mutatkozott be a Clermont Foot tartalék, majd 2018-ban másodosztályban szereplő első csapatában. Először a 2018. július 27-ei, Châteauroux ellen 0–0-ás döntetlennel zárult mérkőzés 84. percében, Alassane N'Diaye cseréjeként lépett pályára. Első ligagólját 2020. október 3-án, a Rodez ellen 3–0-ra megnyert találkozón jegyezhette fel. 2019 januárja és 2020 júniusa között a harmadosztályú Dunkerque csapatát erősítette kölcsönben. A 2020–2021-es szezonban 38 mérkőzésen 22 gólt ért el, így megszerezte a Ligue 2 gólkirályi címét. Ezzel a teljesítményével is hozzájárult a Clermont Foot első osztályba való feljutásához.
2022. július 13-án ötéves szerződést kötött a Lille együttesével. 2022. augusztus 7-én, az Auxerre ellen 4–1-re megnyert bajnokin debütált.

### A válogatottban
Bayo 2021-ben debütált a guineai válogatottban. Először a 2021. március 24-ei, Mali ellen 1–0-ra megnyert Afrikai Nemzetek Kupája-selejtezőn lépett pályára. Első válogatott gólját 2021. október 6-án, Szudán ellen 1–1-es döntetlennel zárult VB-selejtezőn szerezte meg.

## Statisztikák
2023. március 18. szerint
| Klub                   | Szezon   | Osztály              | Bajnokság | Bajnokság | Kupa és ligakupa | Kupa és ligakupa | Nemzetközi | Nemzetközi | Összesen | Összesen |
| Klub                   | Szezon   | Osztály              | Meccs     | Gól       | Meccs            | Gól              | Meccs      | Gól        | Meccs    | Gól      |
| ---------------------- | -------- | -------------------- | --------- | --------- | ---------------- | ---------------- | ---------- | ---------- | -------- | -------- |
| Clermont Foot          | 2017–18  | Ligue 2              | 0         | 0         | 1                | 0                | —          | —          | 1        | 0        |
| Clermont Foot          | 2018–19  | Ligue 2              | 5         | 0         | 4                | 1                | —          | —          | 9        | 1        |
| Clermont Foot          | 2020–21  | Ligue 2              | 38        | 22        | 0                | 0                | —          | —          | 38       | 22       |
| Clermont Foot          | 2021–22  | Ligue 1              | 32        | 14        | 0                | 0                | —          | —          | 32       | 14       |
| Clermont Foot          | Összesen | Összesen             | 75        | 36        | 5                | 1                | 0          | 0          | 80       | 37       |
| Dunkerque (kölcsönben) | 2018–19  | Championnat National | 10        | 2         | 0                | 0                | —          | —          | 10       | 2        |
| Dunkerque (kölcsönben) | 2019–20  | Championnat National | 24        | 12        | 2                | 2                | —          | —          | 26       | 14       |
| Dunkerque (kölcsönben) | Összesen | Összesen             | 34        | 14        | 2                | 2                | 0          | 0          | 36       | 16       |
| Lille                  | 2022–23  | Ligue 1              | 19        | 4         | 3                | 1                | —          | —          | 22       | 5        |
| Összesen               | Összesen | Összesen             | 128       | 54        | 10               | 4                | 0          | 0          | 138      | 58       |

### A válogatottban
2022. szeptember 27. szerint
| Válogatott | Év       | Pályára lépés | Gól |
| ---------- | -------- | ------------- | --- |
| Guinea     | 2021     | 5             | 2   |
| Guinea     | 2022     | 8             | 1   |
| Összesen   | Összesen | 13            | 3   |

#### Góljai a válogatottban
| # | Időpont          | Helyszín                              | Ellenfél | Gólok | Eredmény | Kiírás               |
| - | ---------------- | ------------------------------------- | -------- | ----- | -------- | -------------------- |
| 1 | 2021. október 6. | Stade de Marrakech, Marrákes, Marokkó | Szudán   | 1–0   | 1–1      | 2022-es VB-selejtező |
| 2 | 2021. október 9. | Stade Adrar, Agadir, Marokkó          | Szudán   | 2–1   | 2–2      | 2022-es VB-selejtező |
| 3 | 2022. január 6.  | Amahoro Stadion, Kigali, Ruanda       | Ruanda   | 1–0   | 2–0      | barátságos mérkőzés  |

## Sikerei, díjai
Clermont Foot
- Ligue 2
  - Feljutó (1): 2020–21

Egyéni
- A francia másodosztály gólkirálya: 2020–21 (22 gól)

## Fordítás
Ez a szócikk részben vagy egészben  a   Mohamed Bayo című angol Wikipédia-szócikk fordításán alapul.  Az eredeti cikk szerkesztőit annak laptörténete sorolja fel. Ez a jelzés csupán a megfogalmazás eredetét és a szerzői jogokat jelzi, nem szolgál a cikkben szereplő információk forrásmegjelöléseként.